# Порт Кланг
Порт-Кланг (малай. Pelabuhan Klang) — є містом і головними морськими воротами в Малайзію. Відомий у колоніальні часи як Порт-Светтенхем (малай. Pelabuhan Swettenham), але перейменований у Порт-Кланг у липні 1972 року, це найбільший порт країни. Знаходиться приблизно в 6 км на південний захід від міста Кланг і 38 км на південний захід від Куала-Лумпура.
Розташований в окрузі Кланг, був 11-й найбільш завантажений контейнерний порт (2012) у світі. У 2018 році також був 12-й найбільш завантажений порт за обсягом (млн TEU) і найкраще розташування алюмінієвих запасів для LME, найбільшої біржі металів у світі.

## Історія
Раніше Кланг був кінцевою станцією урядової залізниці та державним портом. У 1880 році столицю штату Селангор було перенесено з Клангу в більш стратегічно вигідний Куала-Лумпур. Швидкий розвиток нового адміністративного центру наприкінці 1800-х років привабив бізнесменів і шукачів роботи з Кланга. У той час єдиним способом пересування між Клангом і Куала-Лумпуром були фургони, запряжені кіньми чи бізонами, або прогулянка на човні річкою Кланг до Дамансари. У зв'язку з цим Френк Світтенхем заявив тодішньому резиденту Селангора в Британії Вільяму Блумфілду Дугласу, що подорож до Куала-Лумпура була «досить довгою та нудною». Він продовжував пропонувати побудувати залізничну лінію як альтернативний маршрут.
У вересні 1882 року сер Френк Ателстейн Світтенхем був призначений новим резидентом Селангора. Світтенхем ініціював залізничне сполучення між Клангом і Куала-Лумпуром, щоб подолати транспортні проблеми, зокрема зацікавлених у видобутку олова, яким потрібно було транспортувати руду до порту Клангу, Пелабухан Бату. Дев'ятнадцять з половиною миль залізничної колії від Куала-Лумпура до Букіт-Куду було відкрито у вересні 1886 року та подовжено на 3 милі до Кланга в 1890 році.

## Місцеве управління
Адміністрація Порт-Кланга управляє трьома портами в районі Порт-Кланга, а саме Нортпортом, Саутпойнтом і Вестпортом. До заснування Управління порту Кланг Південний порт був єдиним існуючим портом і управлявся Малайською залізницею. І Вестпорт, і Нортпорт були приватизовані та управляються як окремі підприємства.
Загальна пропускна здатність порту становить 109 700 000 тонн вантажів у 2005 році проти 550 000 тонн у 1940 році.